# کوستوملاتیتسا
کوستوملاتیتسا (به صربی: Kostomlatica) یک منطقهٔ مسکونی در صربستان است که در ولادیچین خان واقع شده‌است. کوستوملاتیتسا ۲۲ نفر جمعیت دارد.